# Hong Kong Golf Club

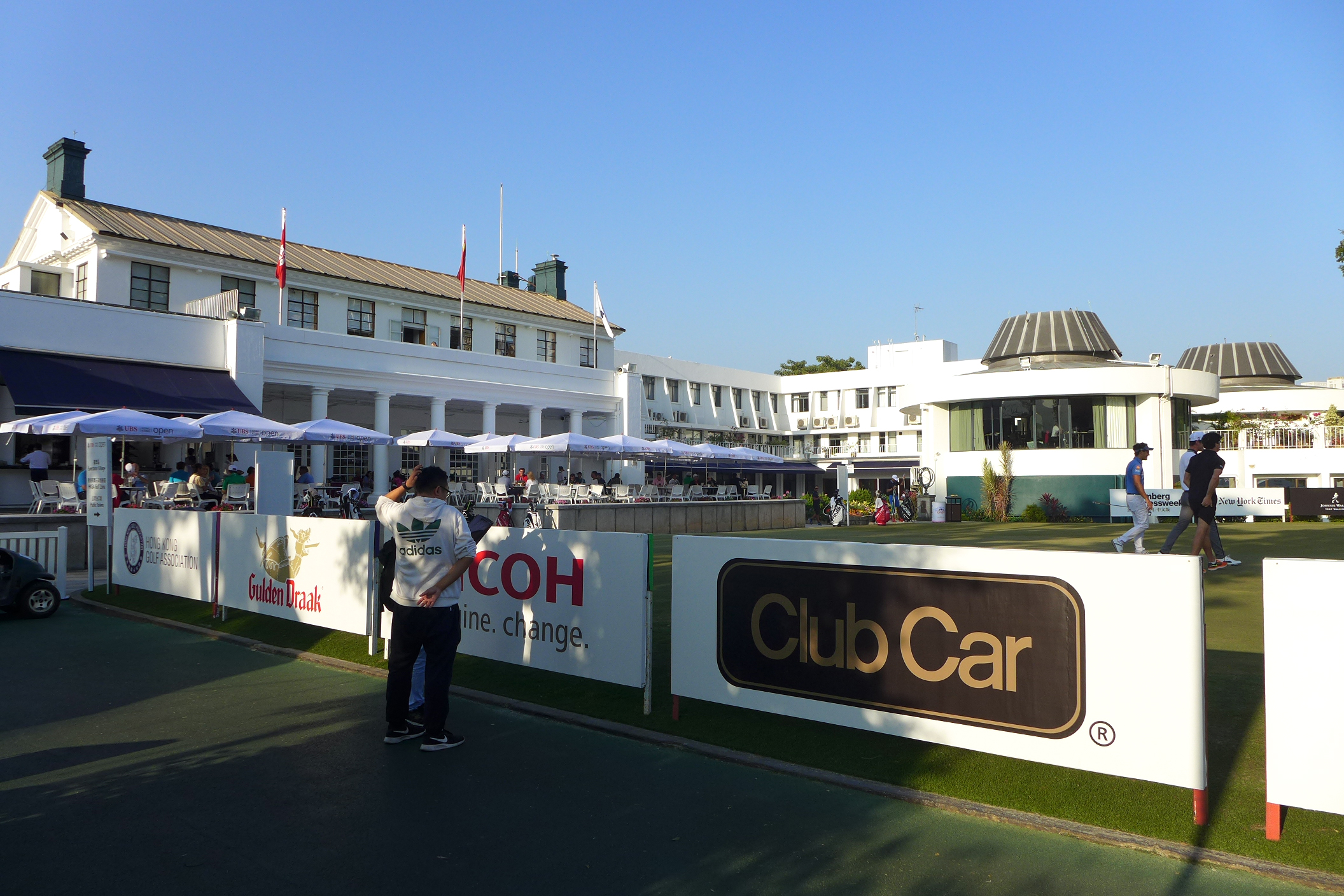
Golfklubbens klubbhus i december 2016.

Hong Kong Golf Club, tidigare Royal Hong Kong Golf Club, är en privat golfklubb som ligger i Fanling i Hongkong i Kina.
Golfklubben förfogar över fyra golfbanor i Deepwater Course, Eden Course, New Course och Old Course.

## Historik
Golfklubben grundades 1889 som Royal Hong Kong Golf Club i Happy Valley. År 1898 ville golfklubben expandera och en golfbana anlades i Deep Water Bay. År 1911 kunde golfklubben säkra mark för att kunna anlägga en golfbana, på 18 hål, i Fanling. Golfbanan blev klar 20 år senare och fick namnet Old Course. År 1941 avyttrades golfbanan i Happy Valley. År 1996 beslutade golfklubben att ta bort Royal från golfklubbens namn.

## Golfbanor

### Deepwater Course

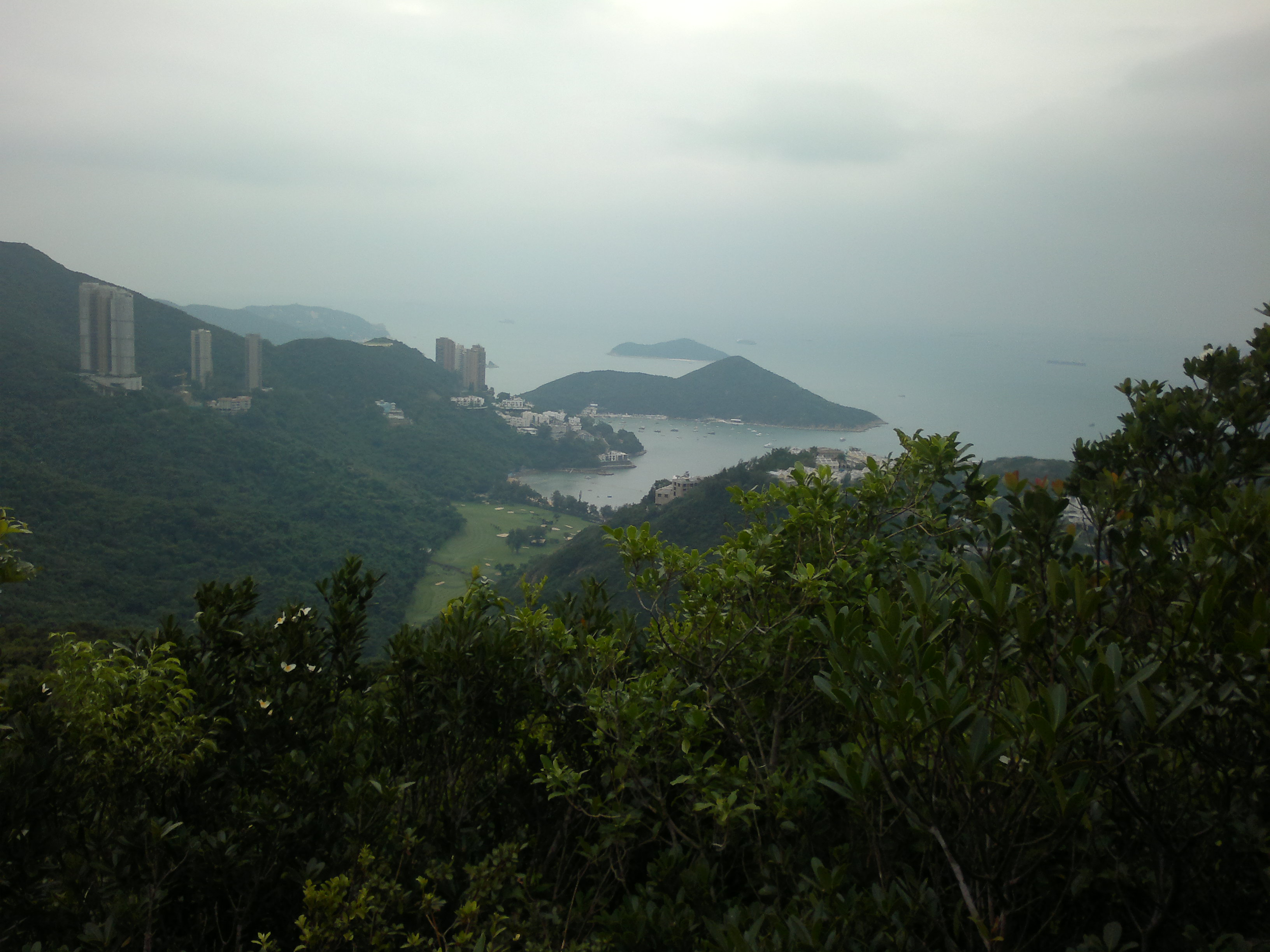
En del av golfbanan Deepwater Course i oktober 2011.

Golfbanan invigdes 1899. Deepwater har nio hål och är cirka 5 583 meter (3 216 yard) lång. Par är 56.

### Eden Course

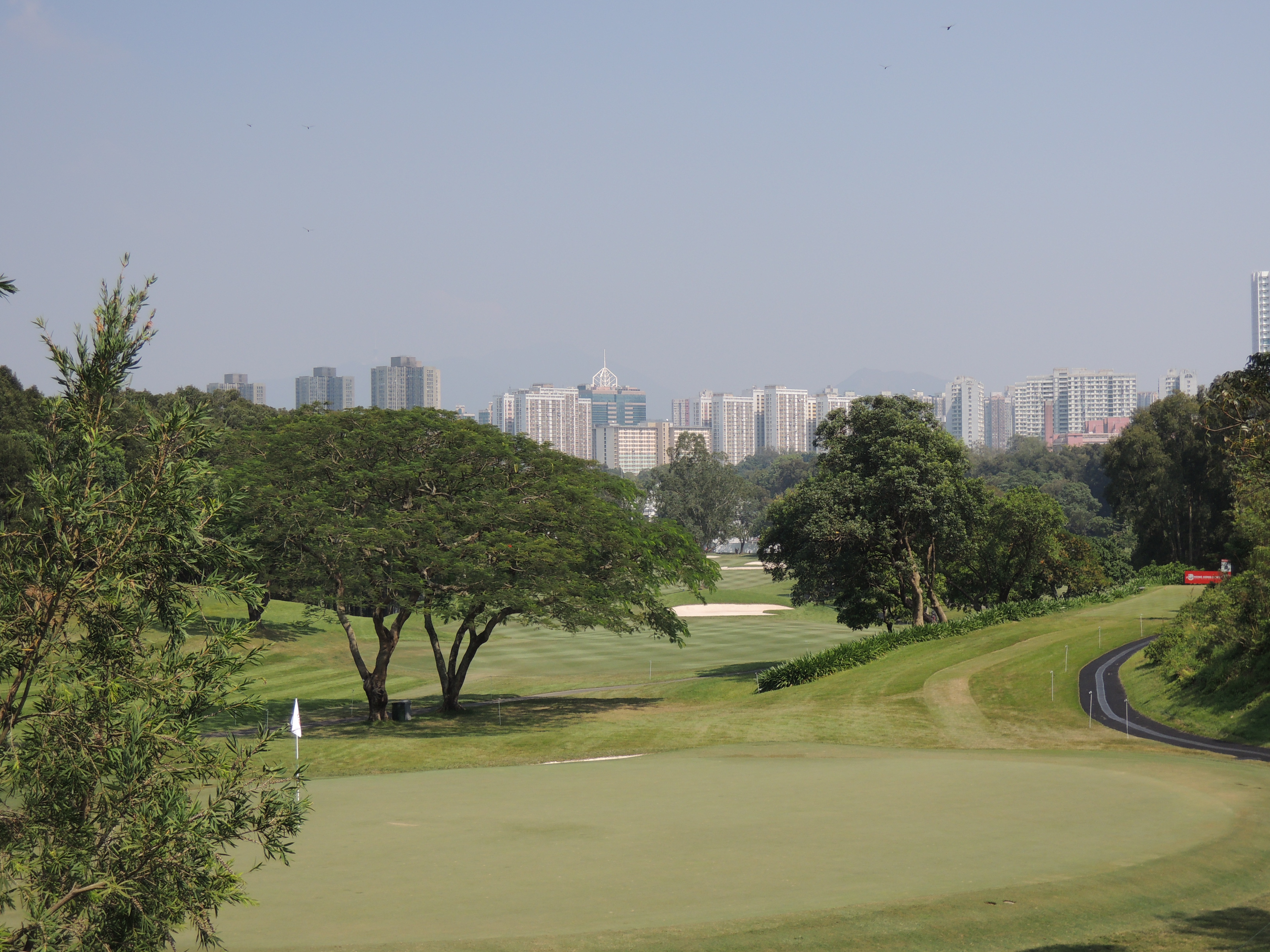
En del av golfbanan Eden Course i oktober 2014.

Golfbanan invigdes 1970. Eden har 18 hål och är cirka 5 583 meter (6 106 yard) lång. Par är 70.

### New Course
Golfbanan invigdes 1931. New har 18 hål och är cirka 5 961 meter (6 520 yard) lång. Par är 70.

### Old Course
Golfbanan invigdes 1911. Old har 18 hål och är cirka 5 771 meter (6 246 yard) lång. Par är 71.

## Golfturneringar
Golfklubben har stått som värd för golfturneringar som Hong Kong Open och Johnnie Walker Classic. Den 8–10 mars 2024 kommer Hong Kong Golf Club stå som värd för Liv Golf Hong Kong.